# 短吻鱷狙擊步槍
短吻鳄狙擊步槍（英語：Snipex Alligator）是一款栓动弹匣供弹反器材狙擊步枪，口径为14.5×114mm，由哈多集團制造。